# Exocentrus ochreopunctatus
Exocentrus ochreopunctatus är en skalbaggsart som beskrevs av Stefan von Breuning 1956. Exocentrus ochreopunctatus ingår i släktet Exocentrus och familjen långhorningar.
Artens utbredningsområde är Rwanda. Inga underarter finns listade i Catalogue of Life.